# 沙珠玉河
沙珠玉河是中华人民共和国青海省的一条河流，该河全长134千米，集水面积约4552平方千米，年均径流量约为0.561亿立方米。根据沙珠玉水文站测定，该河夏季富水期径流量占全年的32.6%，冬季枯水期径流量占全年的14.5%。